# Diaphus fulgens
Diaphus fulgens es una especie de pez linterna perteneciente al género Diaphus,  de la subfamilia Lampanyctinae. Fue descrita por Brauer en 1904.
Especie inofensiva para el ser humano.

## Descripción
Longitud estándar de 4,5 centímetros.

## Distribución y hábitat
Se distribuye por el océano Índico: canal de Mozambique hacia el sur. También en el Pacífico tropical, mar de China Meridional. Puede alcanzar profundidades de 85-1000 metros.